# Sindangmekar (Dukupuntang)
Sindangmekar is een bestuurslaag in het regentschap Cirebon van de provincie West-Java, Indonesië. Sindangmekar telt 6545 inwoners (volkstelling 2010).